# Coupe d'Union soviétique de football 1982
Navigation
Édition 1981 Édition 1983
La Coupe d'Union soviétique 1982 est la 41e édition de la Coupe d'Union soviétique de football. Elle se déroule entre le 19 février et le 9 mai 1982.
La finale se joue le 9 mai 1982 au stade Lénine de Moscou et voit la victoire du Dinamo Kiev, qui remporte sa sixième coupe nationale aux dépens du Torpedo Moscou. Le Dinamo étant déjà qualifié pour la Coupe des clubs champions, c'est le Torpedo qui se qualifie pour la Coupe des coupes 1982-1983 en qualité de finaliste.

## Format
Quarante équipes prennent part à cette édition. Cela inclut les 18 participants à la première division 1982 ainsi que les 22 clubs du deuxième échelon.
La compétition démarre par une phase de groupes durant laquelle les participants sont répartis en cinq groupes de six et deux groupes de quatre et doivent s'affronter une seule fois, les deux premiers de chaque poule à l'issue de ces rencontres se qualifiant pour les huitièmes de finale, à l'exception des groupes de quatre où seul le vainqueur passe au tour suivant.
Par la suite chaque confrontation prend la forme d'une rencontre unique jouée sur la pelouse d'une des deux équipes. En cas d'égalité à l'issue du temps réglementaire d'un match, une prolongation est jouée. Si celle-ci ne suffit pas à départager les deux équipes, le vainqueur est désigné à l'issue d'une séance de tirs au but.

## Phase de groupes
L'intégralité de la phase de groupes prend place entre le 19 février et le 4 mars 1982. L'attribution des points suit le barème des championnats soviétiques, une victoire rapportant deux points, un match nul un seul et une défaite aucun. Le Dinamo Tbilissi et le Dinamo Kiev sont par ailleurs exemptés lors de cette phase et passent directement en quarts de finale.

### Groupe 1
Les rencontres de ce groupe sont jouées dans la ville russe de Léningrad.
| Rang | Équipe                    | Pts | J | G | N | P | Bp | Bc | Diff |
| ---- | ------------------------- | --- | - | - | - | - | -- | -- | ---- |
| 1    | Dinamo Minsk (D1)         | 9   | 5 | 4 | 1 | 0 | 18 | 5  | +13  |
| 2    | Daugava Riga (D2)         | 6   | 5 | 3 | 0 | 2 | 8  | 7  | +1   |
| 3    | Zénith Léningrad (D1)     | 6   | 5 | 2 | 2 | 1 | 8  | 3  | +5   |
| 4    | SKA Karpaty Lvov (D2)     | 5   | 5 | 2 | 1 | 2 | 5  | 6  | -1   |
| 5    | Zaria Vorochilovgrad (D2) | 4   | 5 | 1 | 2 | 2 | 7  | 10 | -3   |
| 6    | Žalgiris Vilnius (D2)     | 0   | 5 | 0 | 0 | 5 | 1  | 16 | -15  |

### Groupe 2
Les rencontres de ce groupe sont jouées dans les villes ukrainiennes de Sébastopol, Gourzouf et Yalta.
| Rang | Équipe                      | Pts | J | G | N | P | Bp | Bc | Diff |
| ---- | --------------------------- | --- | - | - | - | - | -- | -- | ---- |
| 1    | Tavria Simferopol (D2)      | 8   | 5 | 3 | 2 | 0 | 6  | 2  | +4   |
| 2    | Dniepr Dniepropetrovsk (D1) | 7   | 5 | 3 | 1 | 1 | 7  | 2  | +5   |
| 3    | Tchernomorets Odessa (D1)   | 5   | 5 | 2 | 1 | 2 | 5  | 4  | +1   |
| 4    | Metallourg Zaporojié (D2)   | 4   | 5 | 1 | 2 | 2 | 5  | 7  | -2   |
| 5    | Nistru Kichinev (D2)        | 3   | 5 | 1 | 1 | 3 | 2  | 5  | -3   |
| 6    | SKA Odessa (D2)             | 3   | 5 | 1 | 1 | 3 | 4  | 9  | -5   |

### Groupe 3
Les rencontres de ce groupe sont jouées dans les villes azéries de Bakou et Soumgaït.
| Rang | Équipe                 | Pts | J | G | N | P | Bp | Bc | Diff |
| ---- | ---------------------- | --- | - | - | - | - | -- | -- | ---- |
| 1    | SKA Rostov (D2)        | 9   | 5 | 4 | 1 | 0 | 9  | 3  | +6   |
| 2    | Neftchi Bakou (D1)     | 7   | 5 | 3 | 1 | 1 | 6  | 4  | +2   |
| 3    | Metallist Kharkov (D1) | 6   | 5 | 2 | 2 | 1 | 7  | 3  | +4   |
| 4    | Pamir Douchanbé (D2)   | 4   | 5 | 2 | 0 | 3 | 5  | 6  | -1   |
| 5    | Rotor Volgograd (D2)   | 4   | 5 | 1 | 2 | 2 | 5  | 6  | -1   |
| 6    | SKA Kiev (D2)          | 0   | 5 | 0 | 0 | 5 | 1  | 11 | -10  |

### Groupe 4
Les rencontres de ce groupe sont jouées dans les villes arméniennes d'Erevan, Artachat et Oktemberian.
| Rang | Équipe                  | Pts | J | G | N | P | Bp | Bc | Diff |
| ---- | ----------------------- | --- | - | - | - | - | -- | -- | ---- |
| 1    | Pakhtakor Tachkent (D1) | 8   | 5 | 3 | 2 | 0 | 6  | 1  | +5   |
| 2    | Ararat Erevan (D1)      | 8   | 5 | 3 | 2 | 0 | 3  | 0  | +3   |
| 3    | CSKA Moscou (D1)        | 7   | 5 | 2 | 3 | 0 | 5  | 3  | +2   |
| 4    | Dinamo Kirov (D2)       | 4   | 5 | 2 | 0 | 3 | 4  | 5  | -1   |
| 5    | Kolos Nikopol (uk) (D2) | 2   | 5 | 1 | 0 | 4 | 4  | 4  | 0    |
| 6    | Zvezda Djizak (D2)      | 1   | 5 | 0 | 1 | 4 | 2  | 11 | -9   |

### Groupe 5
Les rencontres de ce groupe sont jouées dans les villes russes de Sotchi et Adler.
| Rang | Équipe                  | Pts | J | G | N | P | Bp | Bc | Diff |
| ---- | ----------------------- | --- | - | - | - | - | -- | -- | ---- |
| 1    | Fakel Voronej (D2)      | 8   | 5 | 4 | 0 | 1 | 9  | 2  | +7   |
| 2    | Torpedo Moscou (D1)     | 8   | 5 | 4 | 0 | 1 | 7  | 2  | +5   |
| 3    | Dinamo Moscou (D1)      | 8   | 5 | 4 | 0 | 1 | 4  | 2  | +2   |
| 4    | Chakhtior Donetsk (D1)  | 4   | 5 | 2 | 0 | 3 | 6  | 7  | -1   |
| 5    | Guria Lantchkhouti (D2) | 1   | 5 | 0 | 1 | 4 | 2  | 8  | -6   |
| 6    | Chinnik Iaroslavl (D2)  | 1   | 5 | 0 | 1 | 4 | 2  | 9  | -7   |

### Groupe 6
Les rencontres de ce groupe sont jouées dans les villes russes de Sotchi et Adler.
| Rang | Équipe                 | Pts | J | G | N | P | Bp | Bc | Diff |
| ---- | ---------------------- | --- | - | - | - | - | -- | -- | ---- |
| 1    | Kouban Krasnodar (D1)  | 5   | 3 | 2 | 1 | 0 | 3  | 0  | +3   |
| 2    | Lokomotiv Moscou (D2)  | 3   | 3 | 1 | 1 | 1 | 4  | 4  | 0    |
| 3    | Kaïrat Alma-Ata (D1)   | 3   | 3 | 1 | 1 | 1 | 3  | 4  | -1   |
| 4    | Torpedo Koutaïssi (D1) | 1   | 3 | 0 | 1 | 2 | 3  | 5  | -2   |

### Groupe 7
Les rencontres de ce groupe sont jouées dans la ville russe de Moscou.
| Rang | Équipe                | Pts | J | G | N | P | Bp | Bc | Diff |
| ---- | --------------------- | --- | - | - | - | - | -- | -- | ---- |
| 1    | Iskra Smolensk (D2)   | 4   | 3 | 2 | 0 | 1 | 4  | 3  | +1   |
| 2    | Spartak Moscou (D1)   | 4   | 3 | 2 | 0 | 1 | 5  | 2  | +3   |
| 3    | SKA-Khabarovsk (D2)   | 3   | 3 | 1 | 1 | 1 | 4  | 4  | 0    |
| 4    | Spartak Kostroma (D2) | 1   | 3 | 0 | 1 | 2 | 2  | 6  | -4   |

## Phase finale

### Huitièmes de finale
Les rencontres de ce tour sont jouées le 14 mars 1982.
| Date         | Domicile                    | Score                | Extérieur          |
| ------------ | --------------------------- | -------------------- | ------------------ |
| 14 mars 1982 | Dniepr Dniepropetrovsk (D1) | 1 - 0                | (D2) SKA Rostov    |
| 14 mars 1982 | Iskra Smolensk (D2)         | 1 - 5                | (D1) Dinamo Minsk  |
| 14 mars 1982 | Kouban Krasnodar (D1)       | 0 - 1                | (D1) Fakel Voronej |
| 14 mars 1982 | Pakhtakor Tachkent (D1)     | 1 - 1 ap (3 - 2 tab) | (D1) Neftchi Bakou |
| 14 mars 1982 | Tavria Simferopol (D2)      | 2 - 1                | (D1) Ararat Erevan |
| 14 mars 1982 | Torpedo Moscou (D1)         | 1 - 0                | (D2) Daugava Riga  |

### Quarts de finale
Les rencontres de ce tour sont jouées le 21 mars 1982. Le Dinamo Tbilissi et le Dinamo Kiev font leur entrée en lice durant cette phase.
| Date         | Domicile                | Score                | Extérieur                   |
| ------------ | ----------------------- | -------------------- | --------------------------- |
| 21 mars 1982 | Fakel Voronej (D2)      | 1 - 2                | (D1) Dniepr Dniepropetrovsk |
| 21 mars 1982 | Pakhtakor Tachkent (D1) | 1 - 1 ap (5 - 6 tab) | (D1) Torpedo Moscou         |
| 21 mars 1982 | Dinamo Tbilissi (D1)    | 4 - 1                | (D2) Tavria Simferopol      |
| 21 mars 1982 | Dinamo Kiev (D1)        | 1 - 0                | (D1) Dinamo Minsk           |

### Demi-finales
Les rencontres de ce tour sont jouées les 10 et 29 avril 1982.
| Date          | Domicile                    | Score | Extérieur            |
| ------------- | --------------------------- | ----- | -------------------- |
| 10 avril 1982 | Dniepr Dniepropetrovsk (D1) | 0 - 2 | (D1) Torpedo Moscou  |
| 29 avril 1982 | Dinamo Kiev (D1)            | 2 - 0 | (D1) Dinamo Tbilissi |

### Finale
| ·               |                           |     |
| Titulaires :    |                           |     |
|                 |                           |     |
|                 | Viatcheslav Chanov        |     |
|                 | Sergueï Prigoda (en)      |     |
|                 | Vladimir Pivtsov (en)     |     |
|                 | Aleksandr Gostenine (en)  |     |
|                 | Valeri Chaveïko (en)      | 25e |
|                 | Aleksandr Poloukarov (en) |     |
|                 | Valeri Petrakov           |     |
|                 | Anatoli Radenko (en)      |     |
|                 | Vladimir Galaïba (en)     | 60e |
|                 | Youri Susloparov          |     |
|                 | Andreï Redkous (en)       | 79e |
|                 |                           |     |
| Remplaçants :   |                           |     |
|                 | Anatoli Soloviov (ru)     | 25e |
|                 | Sergueï Petrenko          | 60e |
|                 | Nikolaï Vassiliev (en)    | 79e |
|                 |                           |     |
| Entraîneur :    |                           |     |
| Valentin Ivanov |                           |     |

| ·                 |                          |     |
| Titulaires :      |                          |     |
|                   |                          |     |
|                   | Viktor Chanov            |     |
|                   | Aleksandr Sorokalet (en) |     |
|                   | Sergueï Baltacha         |     |
|                   | Sergueï Jouravliov (en)  |     |
|                   | Anatoli Demyanenko       |     |
|                   | Vladimir Lozinski (en)   |     |
|                   | Leonid Buryak            | 90e |
|                   | Andreï Bal               |     |
|                   | Vadim Ievtouchenko       |     |
|                   | Vladimir Veremeïev       | 46e |
|                   | Oleg Blokhine            | 86e |
|                   |                          |     |
| Remplaçants :     |                          |     |
|                   | Aleksandr Boïko (ru)     | 46e |
|                   | Viktor Khlous (en)       | 86e |
|                   | Iaroslav Doumanski (en)  | 90e |
|                   |                          |     |
| Entraîneur :      |                          |     |
| Valeri Lobanovski |                          |     |

| ·               |                           |     |
| Titulaires :    |                           |     |
|                 |                           |     |
|                 | Viatcheslav Chanov        |     |
|                 | Sergueï Prigoda (en)      |     |
|                 | Vladimir Pivtsov (en)     |     |
|                 | Aleksandr Gostenine (en)  |     |
|                 | Valeri Chaveïko (en)      | 25e |
|                 | Aleksandr Poloukarov (en) |     |
|                 | Valeri Petrakov           |     |
|                 | Anatoli Radenko (en)      |     |
|                 | Vladimir Galaïba (en)     | 60e |
|                 | Youri Susloparov          |     |
|                 | Andreï Redkous (en)       | 79e |
|                 |                           |     |
| Remplaçants :   |                           |     |
|                 | Anatoli Soloviov (ru)     | 25e |
|                 | Sergueï Petrenko          | 60e |
|                 | Nikolaï Vassiliev (en)    | 79e |
|                 |                           |     |
| Entraîneur :    |                           |     |
| Valentin Ivanov |                           |     |

| ·                 |                          |     |
| Titulaires :      |                          |     |
|                   |                          |     |
|                   | Viktor Chanov            |     |
|                   | Aleksandr Sorokalet (en) |     |
|                   | Sergueï Baltacha         |     |
|                   | Sergueï Jouravliov (en)  |     |
|                   | Anatoli Demyanenko       |     |
|                   | Vladimir Lozinski (en)   |     |
|                   | Leonid Buryak            | 90e |
|                   | Andreï Bal               |     |
|                   | Vadim Ievtouchenko       |     |
|                   | Vladimir Veremeïev       | 46e |
|                   | Oleg Blokhine            | 86e |
|                   |                          |     |
| Remplaçants :     |                          |     |
|                   | Aleksandr Boïko (ru)     | 46e |
|                   | Viktor Khlous (en)       | 86e |
|                   | Iaroslav Doumanski (en)  | 90e |
|                   |                          |     |
| Entraîneur :      |                          |     |
| Valeri Lobanovski |                          |     |